# Sadki (przystanek kolejowy)
Sadki (biał. Садкі, ros. Садки) – przystanek kolejowy w pobliżu miejscowości Klinsk, w rejonie kalinkowickim, w obwodzie homelskim, na Białorusi. Leży na linii Homel - Łuniniec - Żabinka.